# Коньє (Валле-д'Аоста)
Ко́ньє, також Конь (італ. і фр. Cogne) — муніципалітет в Італії, у регіоні Валле-д'Аоста.
Коньє розташований на відстані близько 590 км на північний захід від Рима, 15 км на південь від Аости.
Населення — 1442 особи (2014).

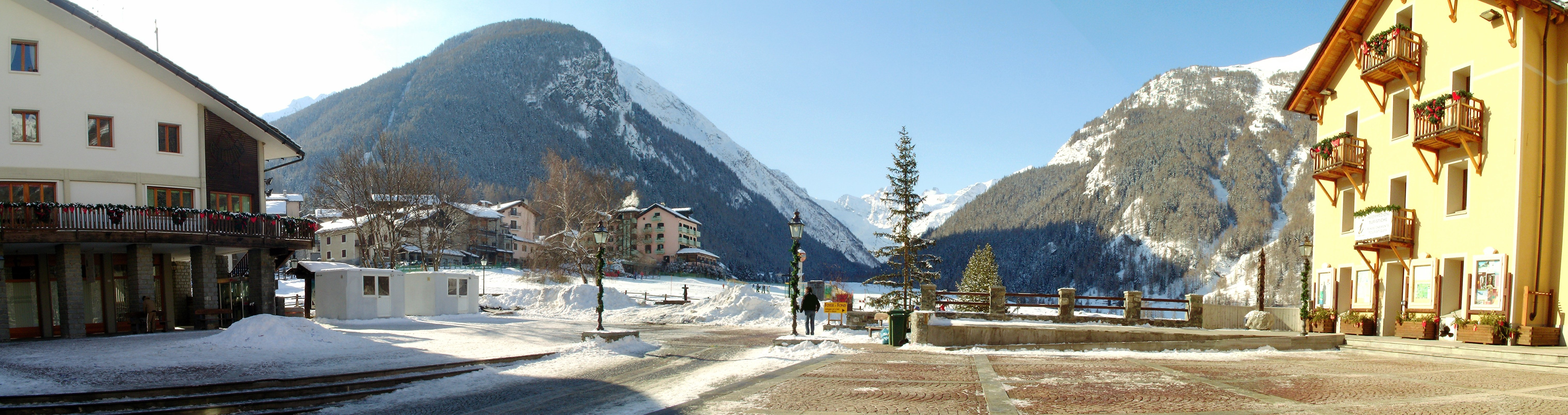

Щорічний фестиваль відбувається 1 лютого. Покровитель — Святий Урс.

## Демографія
Населення за роками:

Станом на 1 січня 2023 року в муніципалітеті офіційно проживало 117 іноземців з 18 країн, серед них 53 громадяни країн Євросоюзу та 7 громадян України.

## Сусідні муніципалітети
- Емавіль
- Бриссонь
- Шампорше
- Шарвансо
- Феніс
- Грессан
- Локана
- Ноаска
- Ронко-Канавезе
- Сен-Марсель
- Вальпрато-Соана
- Вальсаваранш